# Giacomo Rospigliosi

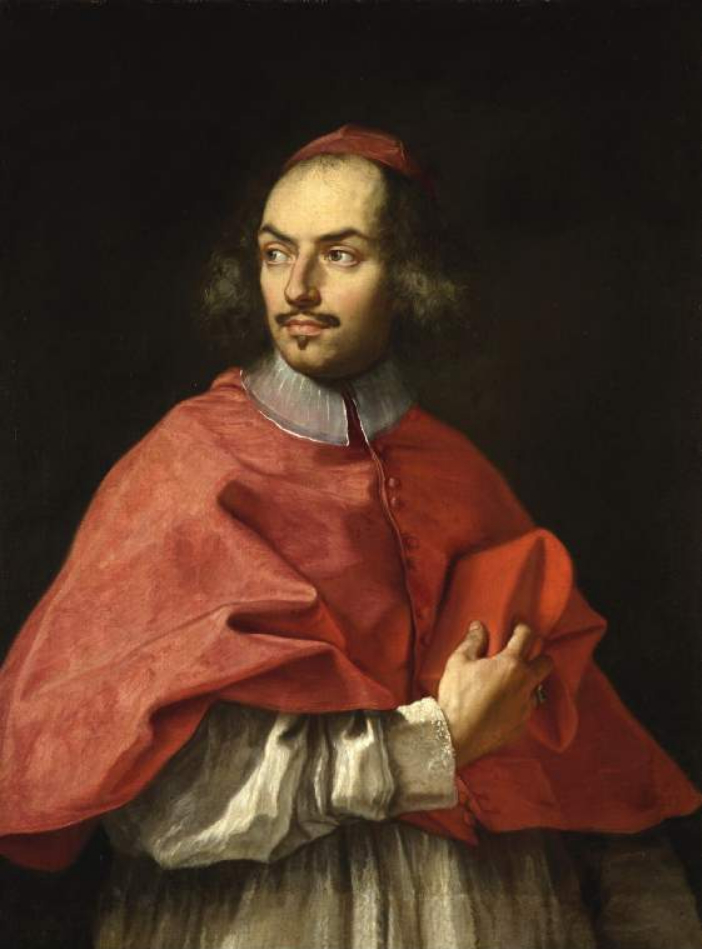
Giacomo Kardinal Rospigliosi (Porträt von Carlo Maratta, ca. 1670)

Giacomo Kardinal Rospigliosi (* 29. Dezember 1628 in Pistoia; † 2. Februar 1684 in Rom, auch Jacopo Kardinal Rospigliosi) war ein italienischer römisch-katholischer Kardinal.

## Leben
Er wurde in Pistoia als Sohn von Camillo Rospigliosi und Lucrezia Cellesi geboren und war damit der Bruder von Kardinal Felice Rospigliosi, Neffe von Giulio Rospigliosi (später Papst Clemens IX.), Cousin von Kardinal Carlo Agostino Fabroni, Onkel von Kardinal Antonio Banchieri und Großonkel von Kardinal Flavio Chigi. Er studierte bei den Jesuiten in Salamanca und schloss sein Studium 1649 mit einem Diplom in utroque jure ab.
1643 ging er nach Rom und kehrte später mit seinem Onkel Giulio, der damals päpstlicher Nuntius im Königreich Iberien war, nach Spanien zurück. Er wurde in diplomatischer Mission nach Paris und Flandern entsandt und wurde im Dezember 1667 Präfekt des Tribunals der Apostolischen Signatur. Im Konsistorium vom 12. Dezember 1667 wurde er von seinem Onkel, inzwischen Papst Clemens IX., zum Kardinal erhoben und erhielt den Titel des Kardinalpriesters von San Sisto, den er bis 1672 innehatte, als er zur Titelkirche Santi Giovanni e Paolo wechselte.
Im Jahr 1667 wurde er Erzpriester der Patriarchalbasilika Santa Maria Maggiore, ein Amt, das er bis zu seinem Tod innehatte. Er diente auch als Gouverneur von Fermo, Tivoli und Capranica und war von 1668 bis 1680 an Avignon gebunden. Er nahm an den päpstlichen Konklaven 1669–70 und 1676 teil. Im Jahr 1680 wurde er Camerlengo des Kardinalskollegiums. Er starb in Rom und wurde in der Basilika Santa Maria Maggiore beigesetzt.